# Renata Ghionea
Renata Andrada Ghionea (született: Tătăran, Nagybánya, 1985. január 12. –) román válogatott kézilabdázó.

## Pályafutása

### Klubcsapatban
Szülővárosában kezdett el kézilabdázni. 2004-ben mutatkozott be a felnőttek között, játszott Déva városában a Remin és a Devatrans csapatában is, majd 2007-ben lett az Oțelul Galați kézilabdázója. 2009 nyarán kétéves szerződést írt alá a magyar élvonalban szereplő Hódmezővásárhelyi NKC csapatához, amelynek egyik oka az volt, hogy férje az időben a Pick Szegedben játszott. Szerződés lejárta után visszatért az Oţelul Galațihoz, ahol a 2011–2012-es szezon első felében kézilabdázott, majd a kolozsvári egyetemi csapatban folytatta pályafutását. 2012 nyarán szülővárosának csapatához, a Baia Mare-hoz írt alá, szerződését pedig 2013 júniusában 2016. június 30-ig meghosszabbította. 2014 júniusában Ghionea és a HCM Baia Mare vezetősége közös megegyezéssel megszüntette a szerződést.

### A válogatottban
2013-ban a román válogatottban is pályára lépett három alkalommal.

## Családja
Ioan Tătăran utánpótlás válogatott labdarúgó és edző lánya, férje pedig Valentin Ghionea válogatott kézilabdázó. 2015 februárjában született meg első közös gyermekük, Natalia.

## Sikerei, díjai
Baia Mare
- Román bajnok: 2014
- Román Kupa-győztes: 2013, 2014
- Román Szuperkupa-győztes: 2013